# أسماك البوق
أسماك البوق (الاسم العلمي: Aulostomidae) هي فصيلة من الأسماك تتبع رتبة زماريات البحر من طائفة شعاعيات الزعانف.

## أجناس
هي فصيلة أحادية الطراز تضم جنساً وحيداً هو:
- سمكة البوق